# Tenodera costalis
Tenodera costalis är en bönsyrseart som beskrevs av Blanchard 1853. Tenodera costalis ingår i släktet Tenodera och familjen Mantidae. Inga underarter finns listade i Catalogue of Life.